# Déli Áramlat

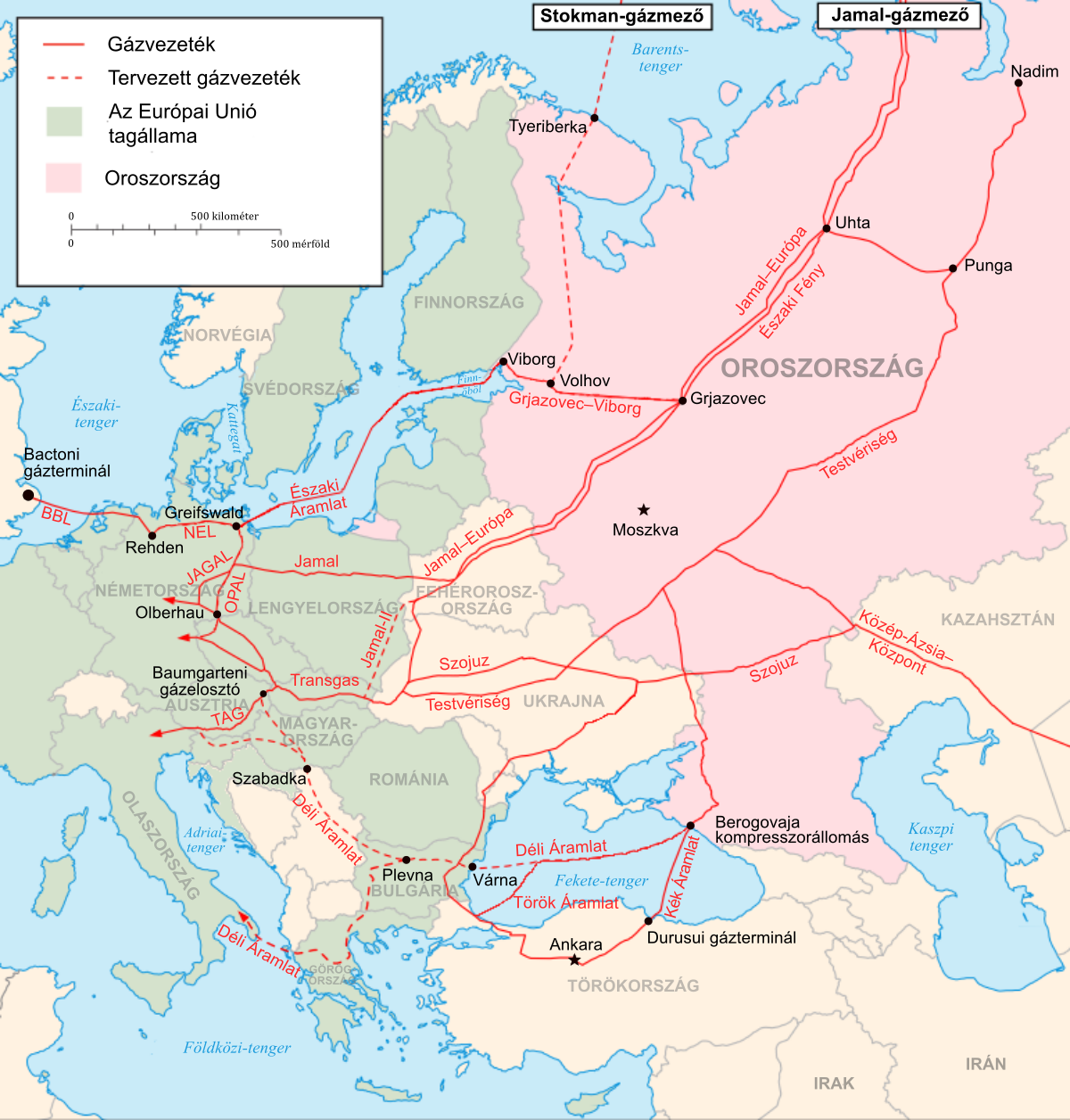
Az Európát Oroszországgal összekötő gázvezetékrendszer (Déli Áramlat: South Stream)

A Déli Áramlat (oroszul Южный Поток, bolgárul Южен поток, horvátul Južni tok, szerbül Jужни ток/Južni tok) tervezett csővezeték, amely a Fekete-tenger alatt szállítana orosz földgázt Bulgárián keresztül Délkelet-Európába. Az Európai Unió Nabucco projektjének versenytársa volt.
2014 decemberében Oroszország lemondta a gázvezeték további építését. A Déli Áramlat meghiúsulása után Oroszország első körben Törökországgal vonta szorosabbra az energetikai együttműködést. A tervek szerint így már nem csak Ukrajnát, hanem Bulgáriát kikerülve kívánják az alternatív útvonalat megvalósítani, Görögország felé megnyitva a továbblépés lehetőségét.

## Története

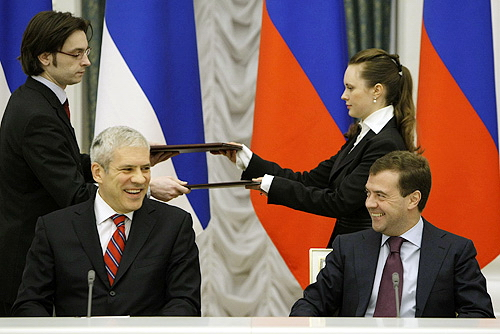
A szerb és orosz elnökök, Boris Tadić és Dmitrij Medvegyev megállapodást írnak alá a Déli Áramlatról 2008 decemberében.

A projektet 2007. június 23-án jelentették be, amikor az olasz energiacég Eni vezérigazgatója, Paolo Scaroni és az orosz energiacég Gazprom alelnöke, Alekszander Medvegyev egyetértési nyilatkozatot írtak alá a Déli Áramlat megépítéséről.

2007. november 22-én a Gazprom és az Eni Moszkvában megállapodást írt alá egy közös projektcég létrehozásáról a projekt üzleti és technikai megvalósíthatósági tanulmányainak elkészítésére.
2008. január 18-án a Gazprom és az Eni Svájcban bejegyeztette a South Stream AG vegyesvállalatot, amelyet egyenlő arányban birtokoltak.
Bulgária részvételéről 2008. január 18-án írt alá megállapodást Bulgáriával a Gazprom. Megegyeztek, hogy a vezeték bulgáriai szakaszának megépítésére egyenlő arányban birtokolt vállalatot hoznak létre. A bolgár parlament 2008. július 25-én jóváhagyta a megállapodást.
Oroszország és Szerbia közt az első megállapodást még a projekt bejelentése előtt írták alá. 2006. december 20-án a Gazprom és a szerb állami tulajdonú Srbijagas megállapodtak, hogy tanulmányozzák egy Bulgáriából Szerbiába tartó gázvezeték megépítésének lehetőségét.
2008. január 25-én Oroszország és Szerbia megállapodást írt alá arról, hogy a Déli Áramlat északi vonala Szerbián halad majd keresztül és február 25-én arról, hogy vegyesvállalatot hoznak létre a szerbiai szakasz és egy nagy gáztároló megépítésére Szőlősudvarnok (Banatski Dušanovac) közelében. 
Ugyanezen a napon Oroszország és Magyarország is megállapodást írt alá vegyesvállalat létrehozásáról egy magyar vezetékszakasz megépítésére és működtetésére.
2008. április 29-én Oroszország és Görögország írt alá kormányközi egyezményt a görög szakasz megépítésében és működtetésében való együttműködésről.

## Útvonala

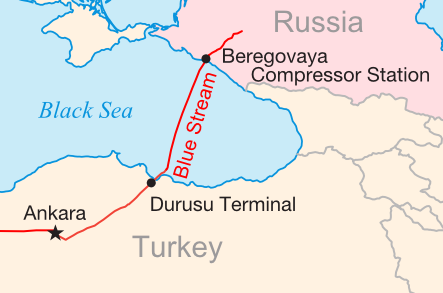
A Kék Áramlat (piros) nyomvonala

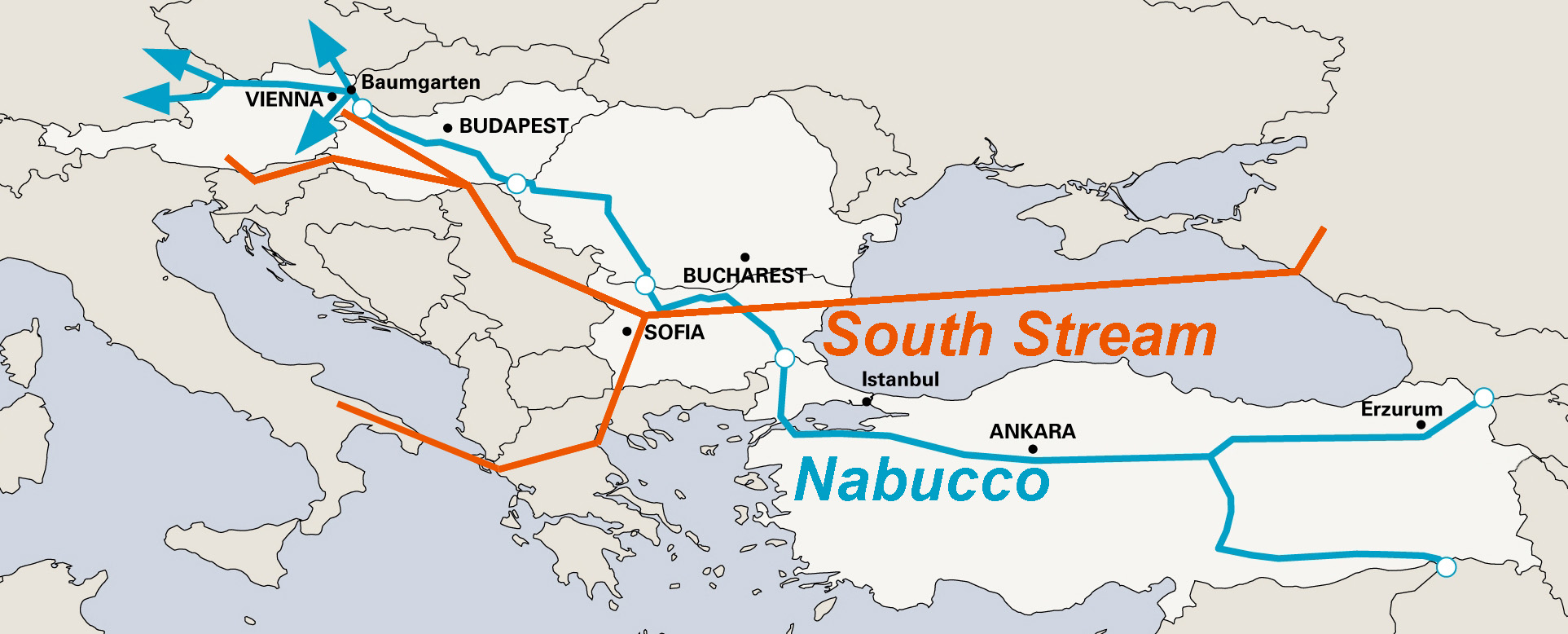
A Nabucco (kék) és a Déli Áramlat (piros) nyomvonala

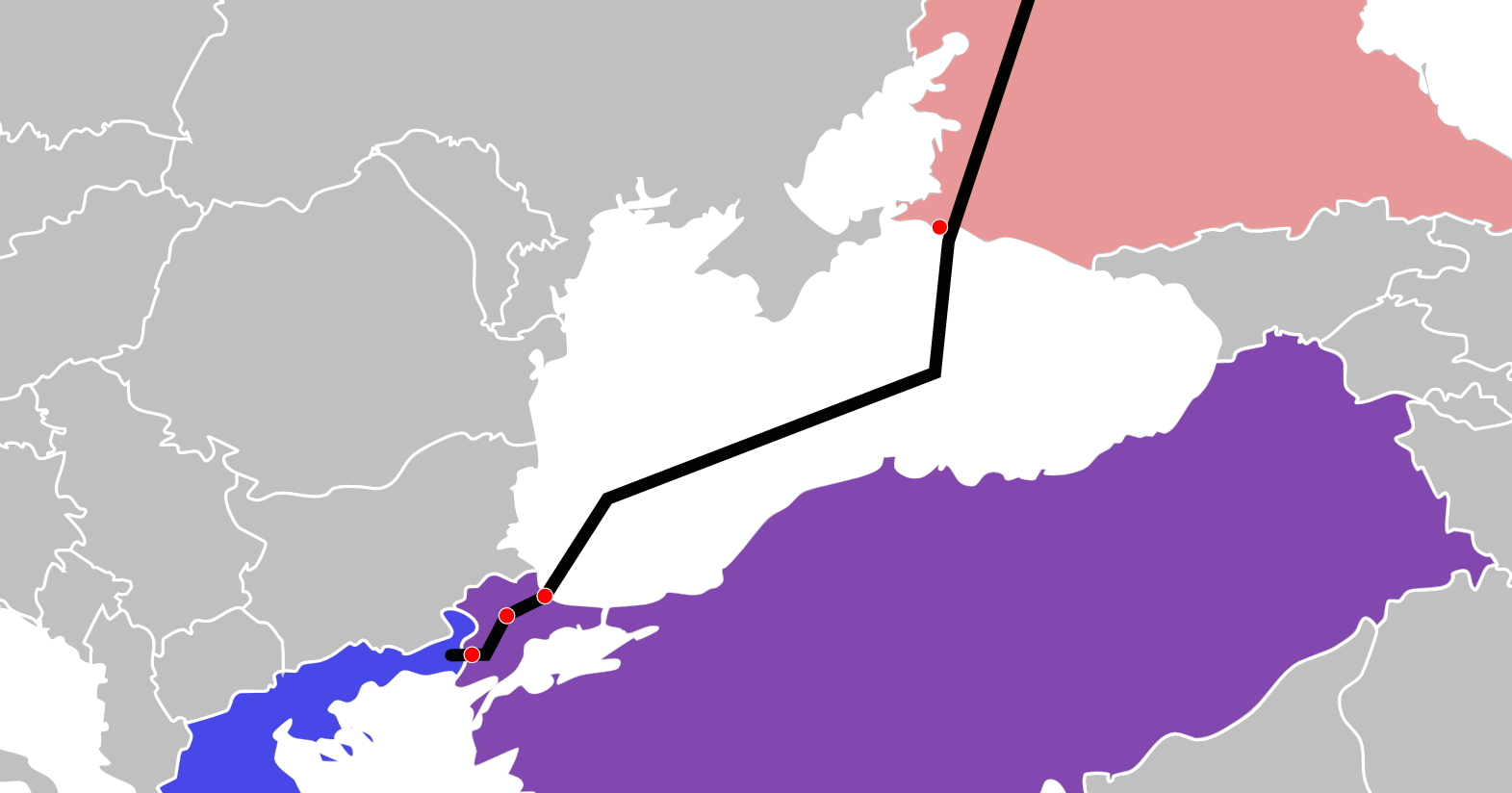
Török Áramlat

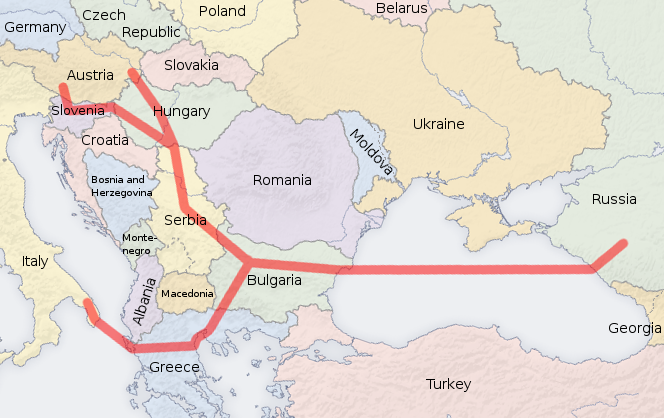
A Déli Áramlat (piros) nyomvonala

Tulajdonképpen az orosz Arhipo-Oszipovka városát és a török Samsunt összekötő, feketetengeri Kék Áramlat nevű gázvezeték Európáig történő meghosszabbítását nevezik a Déli Áramlatnak, amelynek 900 kilométeres tenger alatti szakasza Arhipo-Oszipovka város Beregovaja nevű kompresszorállomásától indulna és a bulgáriai Várnáig futna. A vezeték keresztülhaladna az ukrán és a román kontinentális talapzaton. Az ENSZ tengeri törvény konvenciója szerint az ilyen csővezetékek lefektetéséhez szükséges a parti államok hozzájárulása.
Ezt a szakaszt a South Stream AG, a Gazprom és az Eni vegyesvállalata építené és működtetné.
Várnából a délnyugati ág Görögországon és a Jón-tengeren keresztül Dél-Olaszországba tartana.

Görögország javasolta, hogy ez a vezeték földgázzal láthatná el a tervezett Görögország–Olaszország-gázvezetéket is.

Az északnyugati ág Szerbián és Magyarországon (Röszke, Városföld, Rajka útvonalon) keresztül az ausztriai Baumgarten gáztárolóiig futna.

Egy másik lehetőség, hogy az északnyugati ág Szlovénián keresztül Észak-Olaszországba tarthatna.

Lehetséges, hogy két ág a bosznia-hercegovina Ploče kikötőbe, illetve a horvát Fiumébe fut és ez utóbbi az olasz Triesztben ér véget.

Folytak tárgyalások arról is, hogy a Déli Áramlatot bekössék a Wingas haidachi gáztározójába, ami Közép-Európa második legnagyobb tározója.

## Kivitelezés
A kivitelezés első lépéseként 2013. december 5-én a Fekete-tenger parti Anapa közelében a Russzkaja kompresszorállomáson emelték a helyére az első, nagy teljesítményű aggregátort.
A Beregovaja kompresszorállomás testvérének, a világ legnagyobb és legmodernebb, Russzkaja elnevezésű kompresszorállomásának építésével kezdődött el az új vezeték építése. Annak érdekében, hogy a további 900 kilométeren, a Déli Áramlat Fekete-tenger alatti szakaszán biztosítsák a földgáz továbbítását, 448 megawattos teljesítményt kell elérni. Ehhez összesen 14 aggregátort helyeznek el a még épülő kompresszorállomáson. A Déli Áramlat gázvezeték a Fekete-tenger partján fekvő Anapától indul, és Ukrajna kikerülésével a Fekete-tenger alatt, Bulgárián és Szerbián át Magyarországra, Szlovéniába és Olaszországba szállít gázt. 2014 januárjában az Európai Bizottság a gázvezeték megépítésében érintett uniós tagállamok egyetértésével az orosz féllel közösen munkacsoportot alakított, hogy 2014 végéig létrehozza a Déli Áramlat projekt egységes, az uniós jognak megfelelő működési és jogi keretrendszerét, egyidejűleg lehetővé tegye a bilaterális kormányközi megállapodások fenntartását az egységesen kialakított módosításokkal.

„A Déli Áramlat a Németországot orosz földgázzal Ukrajna megkerülésével ellátó Északi Áramlat "testvére", megépítése a magyarok érdekét szolgálja, hiszen az ukrajnai helyzetből fakadó kockázatok kiiktatásával biztos földgázellátást jelent, és a forrásokat ugyan nem, de legalább a szállítási útvonalat diverzifikálja.”

– Orbán Viktor 

A magyar érdekek ellenében az USA azonban erős diplomácia nyomásgyakorlásba kezdett Magyarország és Orbán Viktor miniszterelnök kormánya irányában, ugyanis szerinte Magyarország közös vállalkozása az oroszokkal megkerüli az EU és az USA által támogatott Oroszország elleni szankciókat.

„Magyarország magához ragadta a kezdeményezést a Déli Áramlat földgázvezeték megépítésével kapcsolatban, de még kérdéses, hogy a magyar vezetés továbbmegy-e a nyilatkozatoknál. Az orosz gázt a tervek szerint Ukrajna elkerülésével Európába, így Magyarországra is eljuttató gázvezetékrendszer sorsa Brüsszelben, és nem Budapesten fog eldőlni. Szergej Pravoszudov, az Orosz Nemzeti Energetikai Intézet igazgatója úgy gondolja, ha a magyarok mégiscsak elkezdik a Déli Áramlat szakaszának építését a területükön, akkor ez áttörést hoz a gázvezetékrendszer megvalósításában, és érvet ad Bulgáriának, illetve Szerbiának arra, hogy saját területén újra hozzáfogjon az építéshez.”

– Heti Válasz, 2014.november 11.

## A kivitelezés leállítása 2014-ben

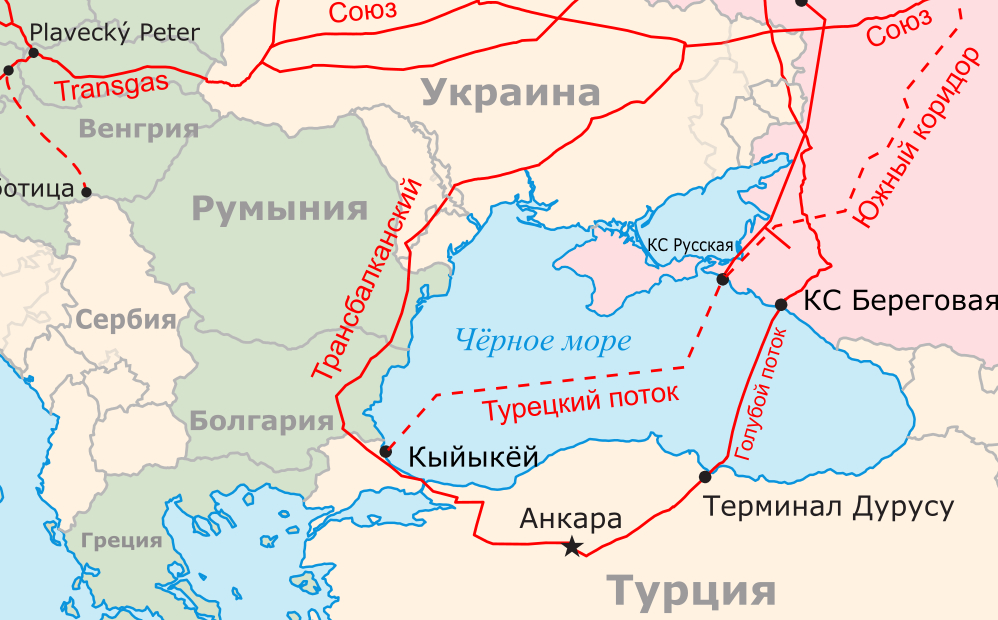
A 2018-ra megépült Török Áramlat piros szaggatott nyomvonala

2014. december 1-én Oroszország lemondta a Déli Áramlat gázvezeték-beruházás további építését az erős Európai Uniós ellenállás miatt. A Gazprom vezetője ezt követően kijelentette, hogy az EU ezentúl Törökországgal mint tranzitországgal áll majd kapcsolatban.
2015. február 17-én Orbán Viktor és Putyin orosz elnök találkozóján a magyar miniszterelnök leszögezte, hogy Magyarországnak továbbra is érdeke, hogy déli irányból vezeték és azon keresztül energia érkezzen Magyarországra. Putyin elnök pedig kijelentette, hogy a korábban tervezett Déli Áramlat gázvezeték magyarországi szakaszának megépítésére létrehozott South Stream Hungary nevű orosz–magyar közös vállalat eredményeit hasznosítani lehet a Török Áramlat meghosszabbítására, Magyarországon keresztül Európa felé.

## Fordítás
- Ez a szócikk részben vagy egészben  a   South Stream című angol Wikipédia-szócikk ezen változatának fordításán alapul.  Az eredeti cikk szerkesztőit annak laptörténete sorolja fel. Ez a jelzés csupán a megfogalmazás eredetét és a szerzői jogokat jelzi, nem szolgál a cikkben szereplő információk forrásmegjelöléseként.